# Zespół samurski
Zespół samurski (grupa samurska, inna nazwa: języki lezgińskie lub lezgijskie) – grupa blisko spokrewnionych języków kaukaskich, używanych przez ludność w południowym Dagestanie oraz (częściowo) w północnym Azerbejdżanie.
Zespół samurski obejmuje następujące języki (w nawiasie nazwa alternatywna):
- wschodniosamurskie (wschodniolezgińskie):

język agulski (15–17 tys.)
język lezgiński (320 tys.)
język tabasarański (95–98 tys.)
język arczyński (ok. 1 tys.)
- południowosamurskie (południowolezgińskie):

język buduchyjski (3–5 tys.)
język kryzyjski (ok. 6–9 tys.)
- zachodniosamurskie (zachodniolezgińskie):

język cachurski (17–20 tys.)
język rutulski (17–20 tys.)
język chinalugijski (2–3 tys.)
W niektórych klasyfikacjach chinalugijski, ze względu na swą odrębność względem pozostałych języków grupy, bywa z niej wyłączany i uznawany za język izolowany. Czasami do grupy tej bywa zaliczany także język udyjski.